# Bastiaan Rosman
Robert Bastiaan Rosman (Schiedam, 22 april 1993) is een Nederlands presentator en documentairemaker. Hij presenteerde het onlineprogramma Drugslab van BNNVARA dat tussen 2016 en 2019 op YouTube werd uitgezonden.
Na een auditie bij de BNN Academy, werd hij in 2016 gevraagd om het onlineprogramma Drugslab te presenteren. Dit programma liep tot 2019.
Daarnaast presenteerde Rosman vanaf 2018 de Xite top 20, dat wekelijks te zien was op dinsdag en vrijdag.
In 2020 was Rosman te zien als kandidaat bij De Slimste Mens, waar hij na één aflevering al afviel.
Rosman maakte in 2021 de documentaire ''To Bi or not To Bi'' voor BNNVARA. Hier ging hij op zoek naar zijn eigen biseksualiteit en wilde hij het onderwerp bespreekbaar maken in Nederland.

## Persoonlijk
Rosman studeerde aan de Hotelschool in Rotterdam en daarna Media, Informatie en Communicatie aan de Hogeschool van Amsterdam. Hij is openlijk biseksueel.